# Система направленного движения
Система направленного движения (DMS от англ. directional movement system) или Индекс направленного движения (DMI от англ. directional movement index) — система технических индикаторов разработанная Уэллсом Уайлдером и представленная в июне 1978 года в его книге «Новые концепции в технических торговых системах» (англ. New Concepts in Technical Trading Systems).
Система направленного движения включает в себя следующие синтетические величины и индексы, которые могут использоваться по отдельности, совместно, а также в различных сочетаниях с другими рыночными индикаторами:
- TR (англ. true range) — истинный интервал и ATR (англ. average true range) — средний истинный интервал. Может быть использован как индикатор волатильности.
- +DI или PDI (англ. positive directional indicator) — индикатор положительного движения.
- -DI или NDI (англ. negative directional indicator) — индикатор отрицательного движения.
- DX (англ. directional movement index) — индекс направленного движения.
- ADX (англ. average directional movement index) — средний индекс направленного движения.
- ADXR (англ. average directional movement index rating) — мощность среднего индекса направленного движения.

## Предпосылки
Индикатор ADX создавался в качестве механизма получения сигнала о том, что рынок находится в сильном тренде, способном принести прибыль.

## Методика вычисления

### Истинный интервал
Истинный интервал (TR; англ. true range) демонстрирует максимальный разброс цен по сделкам начиная с закрытия предыдущего периода:
{\displaystyle {\textit {TrueRange}}_{t}={\textit {max}}({\textit {high}}_{t}-{\textit {low}}_{t},{\textit {high}}_{t}-{\textit {close}}_{t-1},{\textit {close}}_{t-1}-{\textit {low}}_{t})={\textit {max}}({\textit {high}}_{t},{\textit {close}}_{t-1})-{\textit {min}}({\textit {low}}_{t},{\textit {close}}_{t-1}),}
где {\displaystyle {\textit {TrueRange}}_{t}} — истинный интервал текущего периода, {\displaystyle {\textit {high}}_{t}} — максимальная цена текущего периода, {\displaystyle {\textit {low}}_{t}} — минимальная цена текущего периода, {\displaystyle {\textit {close}}_{t-1}} — цена закрытия предыдущего периода.
В дальнейших расчётах и в качестве самостоятельного индикатора принято использовать скользящее среднее истинного интервала, называемое — средний истинный интервал (ATR; англ. average true range).
В оригинале используется 14-дневная экспоненциальная скользящая средняя.

### Направленные движения
Направленное движение (±DM; англ. directional movement) определяется как максимальная часть ценового изменения текущего периода, лежащая вне границ изменения предыдущего периода.
Для этого вначале вычисляется реально существующие изменения:
{\displaystyle {\textit {+M}}_{t}={\textit {high}}_{t}-{\textit {high}}_{t-1},}
{\displaystyle {\textit {-M}}_{t}={\textit {low}}_{t-1}-{\textit {low}}_{t},}
где {\displaystyle {\textit {+M}}_{t}} — положительное движение, {\displaystyle {\textit {-M}}_{t}} — отрицательное движение, {\displaystyle {\textit {high}}_{t},{\textit {low}}_{t}} — текущие максимальные и минимальные цены, {\displaystyle {\textit {high}}_{t-1},{\textit {low}}_{t-1}} — максимальные и минимальные цены предыдущего периода.
Затем меньшее из этих величин и отрицательные значения приравниваются к нулю:
{\displaystyle {\textit {+DM}}_{t}=\left\{{\begin{matrix}{\textit {+M}}_{t},&\mathrm {if} \ {\textit {+M}}_{t}>{\textit {-M}}_{t}\ {\textit {and}}\ {\textit {+M}}_{t}>0\\0,&\mathrm {if} \ {\textit {+M}}_{t}<{\textit {-M}}_{t}\ {\textit {or}}\ {\textit {+M}}_{t}<0\end{matrix}}\right.}
{\displaystyle {\textit {-DM}}_{t}=\left\{{\begin{matrix}0,&\mathrm {if} \ {\textit {-M}}_{t}<{\textit {+M}}_{t}\ {\textit {or}}\ {\textit {-M}}_{t}<0\\{\textit {-M}}_{t},&\mathrm {if} \ {\textit {-M}}_{t}>{\textit {+M}}_{t}\ {\textit {and}}\ {\textit {-M}}_{t}>0\end{matrix}}\right.}
где {\displaystyle {\textit {+DM}}_{t},{\textit {-DM}}_{t}} соответственно положительные и отрицательные направленные движения.
Положительные и отрицательные значения сглаживаются (в оригинале с помощью 14-дневной экспоненциальной скользящей средней) и делятся на истинный интервал для получения индикаторов направления (англ. directional indicators):
{\displaystyle {\textit {+DI}}_{t}={\textit {EMA}}({\textit {+DM}}_{t}/{\textit {TrueRange}}_{t},n)}
{\displaystyle {\textit {-DI}}_{t}={\textit {EMA}}({\textit {-DM}}_{t}/{\textit {TrueRange}}_{t},n),}
где {\displaystyle {\textit {+DI}}_{t},{\textit {-DI}}_{t}} — положительный и отрицательный индикаторы направления, {\displaystyle {\textit {MA}}({\textit {+DM}}_{t}/{\textit {TrueRange}}_{t},n),{\textit {MA}}({\textit {-DM}}_{t}/{\textit {TrueRange}}_{t},n)} — n-периодные скользящие средние нормированного положительного и нормированного отрицательного направлений движений.

### Индекс направленного движения
Индекс направленного движения (DXI, англ. directional movement index) вычисляется как приведённое соотношение абсолютного значения разности и суммы положительного и отрицательного индикаторов направления:
{\displaystyle {\textit {DXI}}_{t}=100\cdot {\frac {|{\textit {+DI}}_{t}-{\textit {-DI}}|}{{\textit {+DI}}_{t}+{\textit {-DI}}}}.}

### Средний индекс направленного движения
Средний индекс направленного движения (ADX, англ. average directional movement index}) вычисляется как скользящее среднее индекса направленного движения (в оригинале — 14-дневного скользящего среднего):
{\displaystyle {\textit {ADX}}_{t}={\textit {MA}}({\textit {+DXI}}_{t},n).}

### Мощность индекса среднего направленного движения
Мощность индекса среднего направленного движения (ADXR) вычисляется как среднее арифметическое ADX текущего периода и ADX, вычисленного n-периодов назад:
{\displaystyle {\textit {ADXR}}_{t}={\frac {{\textit {ADX}}_{t}+{\textit {ADX}}_{t-n}}{2}}.}

## Торговые стратегии
Уайлдер полагал что растущие и высокие значения ADX и ADXR свидетельствуют о сильном тренде, а падающие и низкие о бестрендовом движении.
О действительном направлении тренда можно судить по соотношению +DI и -DI.
С учётом сказанного можно предложить, например, такую торговую стратегию:
- Для длинных позиций:
  - Купить, если +DI > -DI и ADX растёт.
  - Продать, если +DI < -DI или ADX падает.
- Для коротких позиций:
  - Продать коротко, если +DI < -DI и ADX растёт.
  - Закрыть короткую позицию, если +DI > -DI или ADX падает.

## Связь с другими индикаторами
Наряду с «Системой направленного движения» в своей книге «Новые концепции в технических торговых системах» Уэллс Уайлдер также описал «Параболическую систему времени/цены».